# Veľká Vidlová veža
Die Veľká Vidlová veža (deutsch Große Gabelspitze, ungarisch Nagy-Villa-csúcs, polnisch Wielki Szczyt Wideł) ist ein 2522 m n.m. hoher Felsturm in der Hohen Tatra in der Slowakei. Der Gipfel befindet sich im Bergmassiv Vidly (deutsch Gabelgrat) nordöstlich von Lomnický štít (deutsch Lomnitzer Spitze) und zwischen der Scharten Vidlové sedlo (Gabelscharte) und Lieviková štrbina (Obere Gabelscharte), die die Veľká Vidlová veža von den benachbarten Felstürmen Západná Vidlová veža (Westliche Gabelspitze) beziehungsweise Východná Vidlová veža (Östliche Gabelspitze) trennen. Südlich des Felsturm fällt der Felsturm Richtung Terrassenstufe Cmiter (Totengarten) im Tal  Skalnatá dolina (deutsch Steinbachtal) ab, im Norden grenzt er an das Tal Veľká Zmrzlá dolina.
In älteren Quellen wird der Felsturm nach der Lage oberhalb der Terrassenstufe Cmiter genannt, wie deutsch Totengartenturm und ungarisch Sírkerttorony.
Zum Gipfel führt kein touristischer Wanderweg und er ist somit nur für Mitglieder alpiner Vereine oder mit einem Bergführer zugänglich.